# Rheineck (Szwajcaria)
Rheineck – miejscowość i gmina we wschodniej Szwajcarii, w kantonie St. Gallen, w okręgu Rheintal.

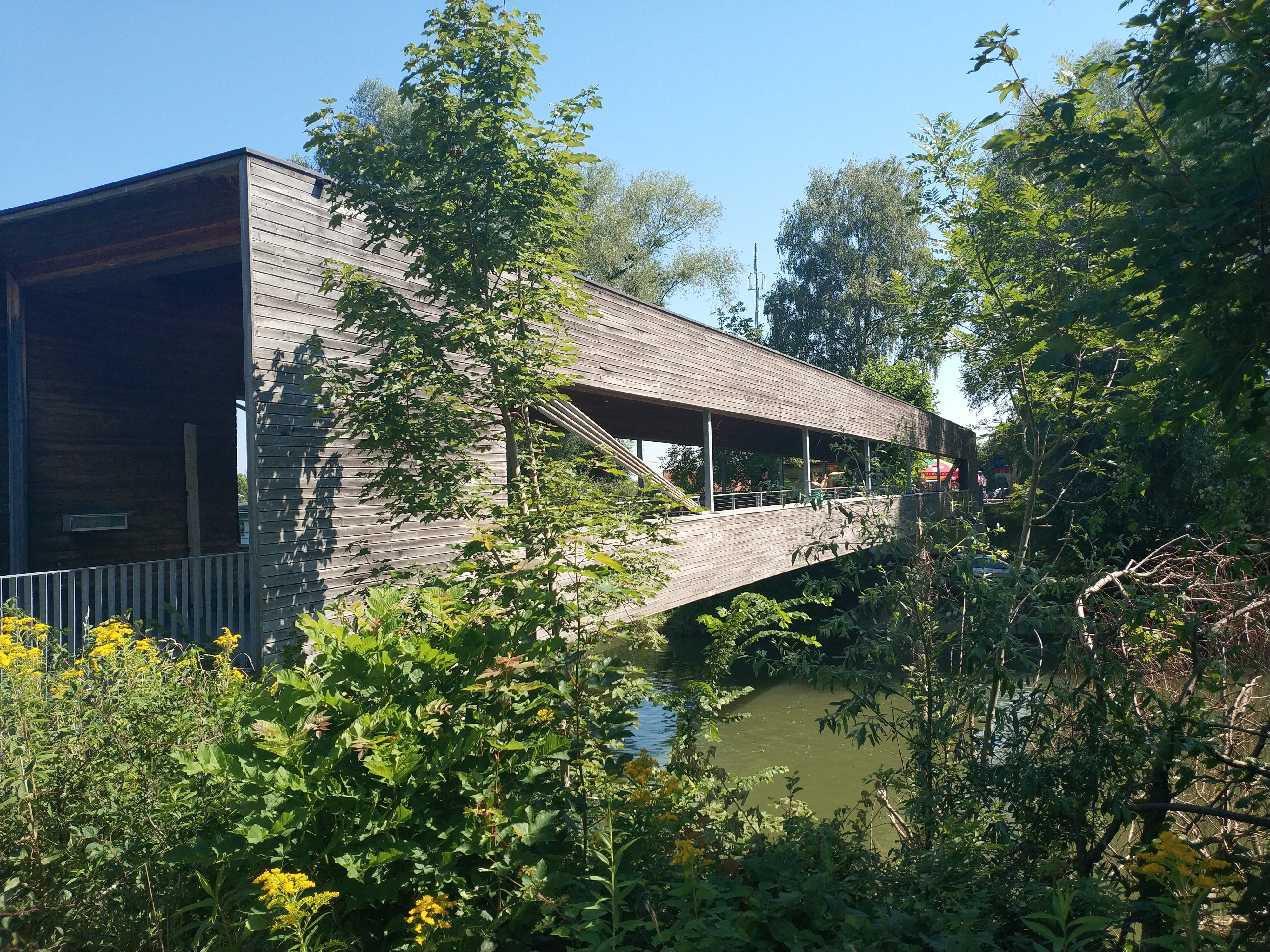
Pieszo-rowerowe przejście graniczne pomiędzy Szwajcarią (Rheineck) i Austrią (Gaißau)

W gminie znajduje się przejście graniczne między Szwajcarią i Austrią na szlaku rowerowym wokół jeziora Bodeńskiego. 

## Demografia
W Rheineck mieszka 3 461 osób. W 2021 roku 34% populacji gminy stanowiły osoby urodzone poza Szwajcarią. 

## Transport
Przez teren gminy przebiegają autostrada A1 oraz drogi główne nr 7, nr 13 i nr 463. 
W Rheineck funkcjonuje wąskotorowa kolej zębata Rheineck–Walzenhausen. W latach 1909–1958 jeździły tutaj tramwaje.